# Antonia de Sancha
Antonia de Sancha (Londres, 14 de septiembre de 1961) es una actriz y empresaria británica de ascendencia española y sueca, conocida por la relación extramatrimonial que mantuvo con el exministro y exparlamentario británico David Mellor entre abril y julio de 1992.

## Biografía
Antonia de Sancha nació el 14 de septiembre de 1961, en el distrito londinense de Hammersmith. Es hija de Thomas de Sancha, un productor cinematográfico español que falleció de neumonía en 1984 o 1985,y de una mujer de nacionalidad sueca, Elizabeth. Unos 18 meses después de la muerte de Thomas, la madre de Antonia se suicidó a causa de una depresión profunda, poco antes de que su hija ingresara en la Real Academia de Arte Dramático para estudiar Interpretación.
En abril de 1992, el periodista Paul Halloran invitó a de Sancha a una cena de amigos, en la que Halloran le presentó al político David Mellor. Por aquellas fechas, Mellor ejercía como ministro del gobierno británico y como parlamentario del Partido Conservador. Tras conocerse, la actriz y Mellor iniciaron una relación extramatrimonial, que finalmente salió a la luz en julio de 1992. Cuando la prensa rosa británica destapó esta relación clandestina, algunos medios de comunicación describieron a Antonia de Sancha como «una actriz de películas pornográficas blandas», ya que había interpretado el papel de una prostituta coja en una película independiente titulada The Pieman. Este filme, que no llegó a completarse por falta de financiación, incluía una escena de sexo entre el personaje de Antonia y un repartidor de pizza, lo que en última instancia motivó el calificativo de «actriz porno» con el que la prensa se refirió a de Sancha.
En términos políticos, la aventura de Antonia con David Mellor contribuyó a la dimisión de este último del gobierno británico, que se hizo efectiva el 24 de septiembre de 1992. Por su parte, Antonia de Sancha concluyó que su carrera como actriz había quedado irremediablemente truncada, por lo que decidió contratar al publicista Max Clifford para obtener algún beneficio del revuelo mediático. En una entrevista de 2002 para el periódico The Guardian, la actriz afirmó que Clifford la había presionado para que se inventase diversos detalles escabrosos sobre su relación con Mellor, a fin de obtener más ingresos de sus entrevistas.
Aunque la venta de su historia a los medios de comunicación le reportó entre 30 000 y 35 000 libras esterlinas, de Sancha ha declarado reiteradamente que el escándalo la dejó emocionalmente devastada. En 2013, Antonia calificó de «violación emocional» a la vulneración del secreto de su correspondencia por parte del dueño del piso en el que se citaba con Mellor. Concretamente, el propietario de la vivienda pinchó el teléfono fijo de la misma a espaldas de la actriz, con objeto de filtrar conversaciones comprometedoras entre esta y sus amigos a The People. Antonia de Sancha también ha atribuido al escándalo su escaso éxito como actriz después de 1992, así como el fracaso de su matrimonio en 1994 con el dentista Clive Hagar, de quien acabó divorciándose varios años antes de 2013. En 1995, de Sancha interpretó el papel de Louise en el telefilme británico England, my England.
En 2002, Antonia fue objeto de un episodio de la serie documental The Mistress, de Discovery Channel. Por aquel entonces, regentaba un negocio de importación de telas de la India situado en Portobello Road, en el distrito londinense de Kensington.

## Filmografía
| Año  | Título              | Personaje  | Notas            |
| ---- | ------------------- | ---------- | ---------------- |
| 1995 | England, my England | Louise     | Telefilme        |
| 2002 | The Mistress        | Ella misma | Serie documental |